# Partido Verde Ecologista do México
O Partido Verde Ecologista do México (PVEM ou PVE) um partido político do México. O quarto maior partido em número de filiados, é um dos seis partidos com representação no Congresso da União.